# Gelasinospora inversa
Gelasinospora inversa är en svampart som beskrevs av Cailleux 1972. Gelasinospora inversa ingår i släktet Gelasinospora och familjen Sordariaceae.   Inga underarter finns listade i Catalogue of Life.